# Marc Perrodon
Marc Perrodon (31. august 1878 – 22. februar 1939) var en fransk fægter som deltog i de olympiske lege 1908 i London, 1920 i Antwerpen og 1924 i Paris.  
Perrodon vandt en sølvmedalje i fægtning under Sommer-OL 1920 i Antwerpen. Han var med på det franske hold som kom på en andenplads i holdkonkurrencen i sabel efter Italien.